# برونو لانسا آندراده
برونو لانسا آندراده (به پرتغالی: Bruno Lança de Andrade) هافبک اهل برزیل است که در شهر سائوپائولو و در تاریخ ۱۸ فوریهٔ ۱۹۸۳ به دنیا آمده‌است.
برونو لانسا آندراده در تیم‌های فوتبال Atlético Paranaense سابقهٔ حضور دارد.